# Brouchy
Brouchy är en kommun i departementet Somme i regionen Hauts-de-France i norra Frankrike. Kommunen ligger i kantonen Ham som tillhör arrondissementet Péronne. År 2022 hade Brouchy 482 invånare.

## Befolkningsutveckling
Antalet invånare i kommunen Brouchy
| Referens: INSEE |